# Roman Piotrowski (lekarz)
Roman Jan Piotrowski (ur. 7 kwietnia 1983, zm. 29 stycznia 2025) – polski lekarz, specjalista kardiologii, doktor habilitowany nauk medycznych,  profesor Centrum Medycznego Kształcenia Podyplomowego.

## Życiorys
W 2008 ukończył studia w Wydziale Lekarskim Uniwersytetu Medycznego im. F. Skubiszewskiego w Lublinie. Specjalista w dziedzinie kardiologii (2016).
Stopień doktora nauk medycznych uzyskał w 2018 z wyróżnieniem w Centrum Medycznym Kształcenia Podyplomowego na podstawie rozprawy pt. Antazolina – ocena farmakokinetyki oraz wpływ leku na parametry hemodynamiczne, elektrokardiograficzne i elektrofizjologiczne. Nowe spojrzenie na „stary” lek, której promotorem był Piotr Kułakowski. W tej samej uczelni w 2023 na podstawie dorobku i osiągnięcia naukowego pt. Kardioneuroablacja nowa metoda w leczeniu omdleń odruchowych uzyskał stopień doktora habilitowanego w dziedzinie nauk medycznych i nauk o zdrowiu w dyscyplinie nauki medyczne. Od 2023 profesor Centrum Medycznego Kształcenia Podyplomowego.
Zawodowo związany z Pracownią Elektrofizjologii i Kontroli Urządzeń Wszczepialnych Kliniki Kardiologii CMKP w Szpitalu Grochowskim.
Specjalizował się w leczeniu zaburzeń rytmu serca i elktrofizjologii.
Członek towarzystw naukowych, w tym m.in. Polskiego Towarzystwa Kardiologicznego, Europejskiego Towarzystwa Kardiologicznego oraz Europejskiego Stowarzyszenia Rytmu Serca.
Autor lub współautor blisko 100 publikacji i doniesień zjazdowych.